# 細胞検査士会
細胞検査士会（さいぼうけんさしかい）は、細胞検査士によって構成される団体である。